# Dättenberg
Der Dättenberg (auch Dettenberg) ist ein Höhenzug im Kanton Zürich in der Schweiz. Er liegt zwischen dem unteren Töss- und dem Glatttal. Der höchste Punkt des Dättenbergs ist der Büliberg (Bülacherberg) südöstlich des Dorfes Eschenmosen mit einer Höhe von 597 m ü. M.

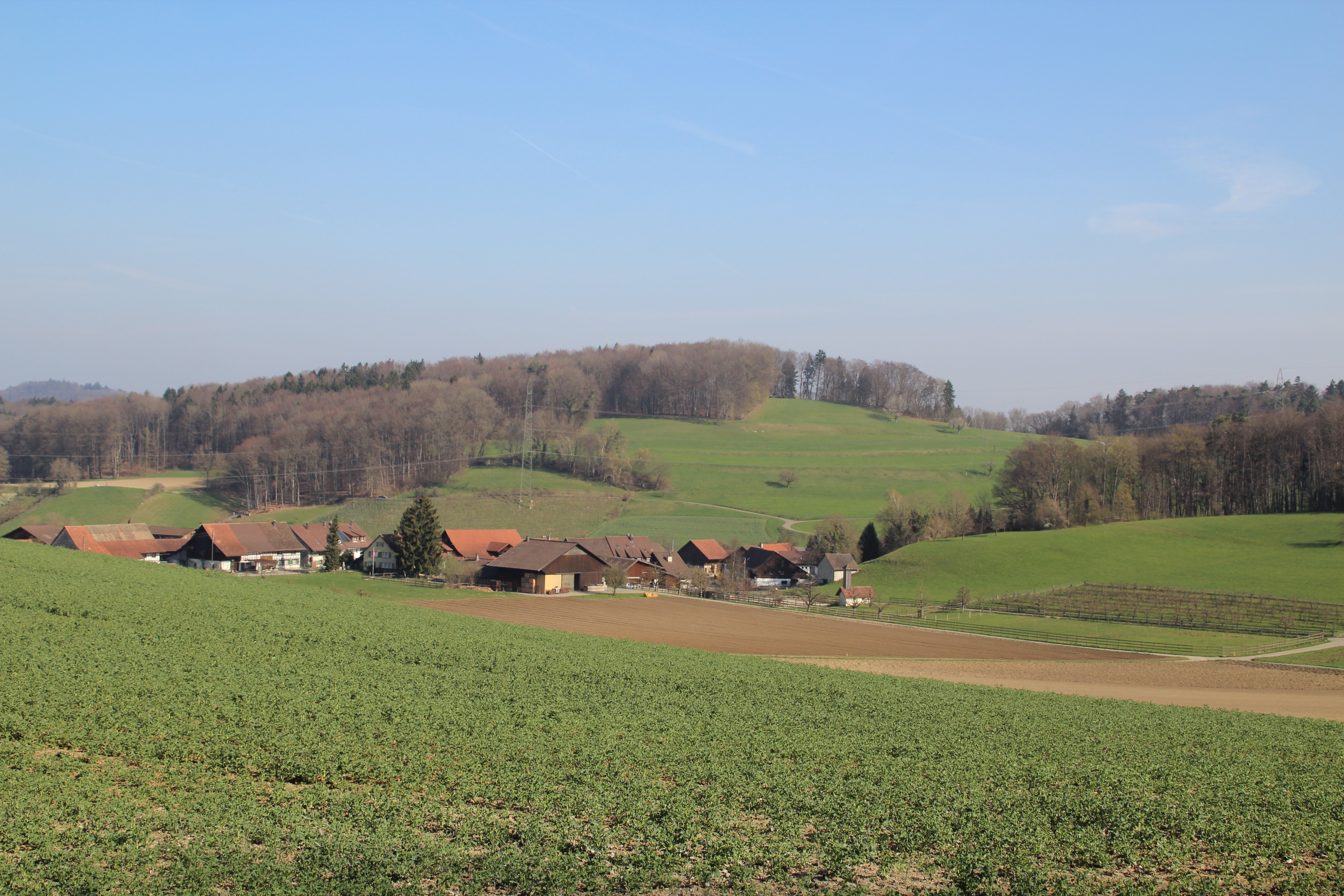
Der Dättenberg bei Nussbaumen

Nordwestlich von Eschenmosen liegt das Bauerndorf Nussbaumen. An der Westseite des Dättenberges liegen mehrere kleine Rebberge.
Zwischen Embrach-Rorbas und Bülach wird der Hügelzug vom 1800 Meter langen Dättenberg-Tunnel der Bahnstrecke Winterthur–Bülach–Koblenz unterquert. 
Unweit der Passhöhe der Strasse zwischen Bülach und Embrach steht auf 550 m ü. M. die Sternwarte Bülach.